# イルマ
イルマ（伊: Irma）は、イタリア共和国ロンバルディア州ブレシア県にある、人口約100人の基礎自治体（コムーネ）。ヴァル・トロンピアの上流にある。

## 地理

### 位置・広がり

#### 隣接コムーネ
隣接するコムーネは以下の通り。
- ボーヴェニョ
- マルメンティーノ

### 地震分類
イタリアの地震リスク階級 (it) では、3 に分類される
。

## 行政

### 山岳部共同体
広域行政組織である山岳部共同体「ヴァッレ・トロンピア山岳部共同体」 (it:Comunità montana di Valle Trompia) （事務所所在地: ガルドーネ・ヴァル・トロンピア）を構成するコムーネの一つである。